# 로열 요르단 항공의 운항 노선
로열 요르단 항공은 다음과 같은 노선을 운항하고 있으며 ** 표시는 여객과 화물이 동시에 취항한다.(2012년 12월 기준)

## 운항 노선

### 아시아

#### 동아시아
- 홍콩
  - 홍콩 - 홍콩 첵랍콕 국제공항

#### 동남아시아
- 말레이시아
  - 쿠알라룸푸르 - 쿠알라룸푸르 국제공항
- 태국
  - 방콕 - 수완나품 국제공항

#### 서남아시아
- 레바논
  - 베이루트 - 베이루트 라픽 국제공항
- 바레인
  - 마나마 - 바레인 국제공항
- 사우디아라비아
  - 리야드 - 킹 칼리드 국제공항 **
  - 제다 - 킹 압둘아지즈 국제공항
  - 담맘 - 킹 파드 국제공항
  - 메디나 - 프린스 모하메드 빈 압둘아지즈 국제공항
- 아랍에미리트
  - 아부다비 - 아부다비 국제공항
  - 두바이 - 두바이 국제공항
- 오만
  - 무스카트 - 무스카트 국제공항
- 요르단
  - 암만 - 퀸 알리아 국제공항 허브 **
  - 아카바 - 킹 후세인 국제공항
- 시리아
  - 다마스쿠스 - 다마스쿠스 국제공항
- 이라크
  - 바그다드 - 바그다드 국제공항 **
  - 바스라 - 바스라 국제공항
  - 술라이마니야 - 술라이마니야 국제공항
  - 아르빌 - 아르빌 국제공항
- 이스라엘
  - 텔아비브 - 벤구리온 국제공항 **
- 카타르
  - 도하 - 뉴도하 국제공항
- 쿠웨이트
  - 쿠웨이트 시티 - 쿠웨이트 국제공항 **

### 아프리카

#### 북아프리카
- 알제리
  - 알제 - 우아리 부메디엔 공항
- 이집트
  - 카이로 - 카이로 국제공항 **
- 튀니지
  - 튀니스 - 튀니스 카르타고 국제공항

#### 동아프리카
- 수단
  - 하르툼 - 하르툼 국제공항 **

### 유럽

#### 서유럽
- 영국
  - 런던 - 런던 히드로 국제공항 **
- 프랑스
  - 파리 - 파리 샤를 드 골 국제공항
- 독일
  - 베를린 - 베를린 브란덴부르크 공항
  - 뮌헨 - 뮌헨 국제공항
  - 프랑크푸르트 - 프랑크푸르트 국제공항
  - 뒤셀도르프 - 뒤셀도르프 공항
- 네덜란드
  - 암스테르담 - 암스테르담 스키폴 국제공항

#### 중유럽
- 스위스
  - 제네바 - 제네바 국제공항
  - 취리히 - 취리히 국제공항
- 오스트리아
  - 빈 - 빈 국제공항

#### 남유럽
- 그리스
  - 아테네 - 아테네 국제공항 **
- 스페인
  - 마드리드 - 마드리드 바라하스 국제공항
  - 바르셀로나 - 바르셀로나 엘프라트 국제공항
- 이탈리아
  - 로마 - 레오나르도 다 빈치 국제공항
- 튀르키예
  - 앙카라 - 에센보아 국제공항
  - 이스탄불 - 이스탄불 아르나부코이 국제공항
- 키프로스
  - 라르나카 - 라르나카 국제공항 **

#### 북유럽
- 덴마크
  - 코펜하겐 - 코펜하겐 공항

#### 동유럽
- 러시아
  - 모스크바 - 도모데도보 국제공항

### 북아메리카
- 미국
  - 뉴욕 - 존 F. 케네디 국제공항
  - 디트로이트 - 디트로이트 메트로폴리탄 웨인 카운티 국제공항
  - 시카고 - 시카고 오헤어 국제공항
- 캐나다
  - 몬트리올 - 몬트리올 피에르 엘리오트 트뤼도 국제공항
  - 토론토 - 토론토 피어슨 국제공항

## 과거 취항지

### 아시아

#### 동아시아
- 중화인민공화국
  - 광저우 - 광저우 바이윈 국제공항

#### 동남아시아
- 싱가포르
  - 싱가포르 - 싱가포르 창이 국제공항
- 필리핀
  - 마닐라 - 니노이 아키노 국제공항
- 인도네시아
  - 자카르타 - 수카르노 하타 국제공항

#### 남아시아
- 스리랑카
  - 콜롬보 - 반다라나이케 국제공항
- 인도
  - 델리 - 인디라 간디 국제공항
  - 뭄바이 - 차트라파티 시바지 국제공항
  - 콜카타 - 네타지 수바스 찬드라 보스 국제공항
- 파키스탄
  - 카라치 - 진나 국제공항

#### 서남아시아
- 시리아
  - 알레포 - 알레포 국제공항
- 아랍에미리트
  - 라스알카이마 - 라스알카이마 국제공항
- 예멘
  - 아덴 - 아덴 국제공항
  - 사나 - 사나 국제공항
- 이란
  - 테헤란 - 테헤란 메흐라바드 국제공항
- 이스라엘
  - 하이파 - 하이파 공항

### 아프리카

#### 북아프리카
- 리비아
  - 트리폴리 - 트리폴리 국제공항
  - 벵가지 - 베니나 국제공항
  - 미스라타 - 미스라타 공항
- 모로코
  - 카사블랑카 - 모하메드 V 국제공항
- 이집트
  - 샤름엘셰이크 - 샤름엘셰이크 국제공항
  - 알렉산드리아 - 보르그 엘 아랍 국제공항
  - 아리시 - 엘 아리시 국제공항

#### 서아프리카
- 가나
  - 아크라 - 코토카 국제공항
- 나이지리아
  - 라고스 - 무르탈라 모하메드 국제공항

#### 동아프리카
- 케냐
  - 나이로비 - 조모 케냐타 국제공항

### 유럽

#### 서유럽
- 영국
  - 런던 - 런던 개트윅 국제공항
- 아일랜드
  - 섀넌 - 섀넌 공항
- 벨기에
  - 브뤼셀 - 브뤼셀 공항

#### 남유럽
- 세르비아
  - 베오그라드 - 베오그라드 니콜라 테슬라 국제공항
- 이탈리아
  - 밀라노 - 밀라노 말펜사 국제공항
- 튀르키예
  - 이스탄불 - 이스탄불 아타튀르크 국제공항

#### 동유럽
- 루마니아
  - 부쿠레슈티 - 헨리 코안더 국제공항
- 헝가리
  - 부다페스트 - 부다페스트 페리 헤지 국제공항
- 우크라이나
  - 키예프 - 보리스필 국제공항

### 북아메리카
- 미국
  - 로스앤젤레스 - 로스앤젤레스 국제공항
  - 마이애미 - 마이애미 국제공항
  - 휴스턴 - 조지 부시 인터컨티넨털 공항

## 같이 보기
- 로얄 윙스